# 이온 일리에스쿠
이온 일리에스쿠(루마니아어: Ion Iliescu, 문화어: 이온 일리에쓰꾸, 1930년 3월 3일 ~ 2025년 8월 5일)는 루마니아의 공학자 출신 정치인으로, 1989년부터 1996년, 2000년부터 2004년까지 두차례에 걸쳐 루마니아 대통령직을 지냈다.

## 일생

### 초기 생애
이온 일리에스쿠는 1930년 3월 3일에 루마니아 왕국 올테니차에서 태어났다. 일리에스쿠의 어머니는 불가리아 출신이었는데 그가 유아기를 보낼때 가출했다. 그의 아버지는 철도노동자이자 루마니아 공산당의 당원이었는데 이온 안토네스쿠의 일당제 파시스트 군사독재정권의 박해를 받고 소련으로 망명하였고, 그곳에서 사망하였다.
고아가 된 일리에스쿠는 계모와 조부모의 손에서 자랐고 부쿠레슈티의 한 고등학교를 졸업한 뒤 부쿠레슈티 공과대학에서 유체역학을 전공하였다. 루마니아 인민공화국 정부의 지원으로 일리에스쿠는 모스크바로 유학을 가게 되었는데, 이때 자신이 미하일 고르바쵸프를 만났다고 주장했지만 이 발언의 진위 여부는 확인되지 않았다.
1948년부터 이온 일리에스쿠는 니나 일리에스쿠를 만나 교제하기 시작했고 1951년 7월 21일에 결혼식을 올렸다.

### 정치 입문
1953년 일리에스쿠는 루마니아 노동자당에 입당했고, 1956년 공산주의청년동맹 중앙위원회 서기로 차출되었다. 1965년에는 루마니아 공산당 중앙위원회 정치국 위원으로 임명되었고, 1967년에는 선전선동부 장관으로 진출하여 대중에게 니콜라에 차우셰스쿠 정권의 실세로 알려졌다.
그러나 1972년 일리에스쿠는 차우셰스쿠와 공개적으로 마찰을 빚은 뒤 일선에서 쫒겨났고, 티미슈주 주지사로 강등되어 계속 좌천을 거듭했다. 1985년부터는 차우셰스쿠와 갈등이 심화되 루마니아 공산당 중앙위원회 정치국 위원 자격을 박탈당하고 비밀경찰의 감시를 받게 되었다.

### 루마니아 혁명
1989년 루마니아 티미쇼아라에서 차우셰스쿠 정권에 반대하는 봉기가 일어났고 이는 곧 루마니아 혁명으로 이어졌다. 세간에는 일리에스쿠가 루마니아 혁명에 가담했다고 알려져 있으나 이는 사실이 아니며, 그는 비밀경찰이 자신을 추격하지 않는 것을 알고서야 비로소 혁명이 일어났음을 알게 되었다.
루마니아 혁명은 전국적으로 확산되었고, 비혁명 세력이었던 루마니아 국민구국전선은 일리에스쿠를 영입해 그를 당수로 세웠다. 1989년 12월 25일 니콜라에 차우셰스쿠가 처형됨으로서 루마니아 사회주의 공화국은 붕괴되었고, 혼란스러운 정국에서 국민구국전선이 정권을 잡자 일리에스쿠는 차우셰스쿠의 뒤를 이어 루마니아의 새로운 통치자가 되었다.

### 1차 집권기
일리에스쿠는 한동안 일당제로 루마니아를 통지했으나, 1990년 다당제 선거가 도입되며 루마니아 국민구국전선은 유일 합법 정당 직위를 상실하였다. 그는 다당제 선거 대신 글라스노스트와 페레스트로이카를 제안했으나 야당 세력은 격렬히 반발했다. 하지만 결선투표에서 일리에스쿠가 과반득표로 당선되며 야당의 반발은 무색해지게 되었다.
일리에스쿠는 마르크스-레닌주의와 결별하고 사회민주주의를 추종하기 시작했으며, 그의 경제정책과 외교정책도 급격이 우경화되기 시작했다. 일리에스쿠는 긴축정책을 시행했는데 이는 루마니아 국민들을 궁핍하고 불행하게 만들었고 그가 서구권 국가로부터 빌린 차관은 루마니아 경제를 위협했다. 심지어 인권과 자유가 퇴보되는 믿기 어려운 상황도 발생했다.

### 낙선
1996년 일리에스쿠는 총선에 다시 출마했으나 대중은 더 이상 그를 지지하지 않았고 많은 시민들이 그에게 분노를 표출하며 에밀 콘스탄티네스쿠가 대통령으로 당선되는 이변이 발생했다.

### 2차 집권
2000년 총선에 출마한 이온 일리에스쿠는 어부지리로 당선되었고 그는 더욱 사회보수주의적이고 신자유주의적인 정책을 발표했다. 그는 루마니아의 북대서양 조약기구 가입을 추진했으나, CIA가 유럽 전역에서 펼친 반인륜적인 불법 활동에 연류되었고 2004년 12월 20일 유권자들의 비토속에 불명예스럽게 퇴진하였다.

### 정치 은퇴
2005년 루마니아 당수직 탈환을 시도하였으나, 오랜 정적인 미르체아 제오아너에게 제지당하였고, 같은해 4월 21일 정계 은퇴 선언을 하였다.
현재 일리에스쿠는 반인도적 행위, CIA 부역, NATO 가입을 위한 불법 거래 등의 범죄 혐의로 기소되어 재판받고 있다.

## 역대 선거 결과
| 선거명      | 직책명            | 대수 | 정당       | 1차 득표율 | 1차 득표수   | 2차 득표율 | 2차 득표수  | 결과 | 당락 |
| ----------- | ----------------- | ---- | ---------- | ---------- | ------------ | ---------- | ----------- | ---- | ---- |
| 1990년 선거 | 루마니아의 대통령 | 2대  | 구국 전선  | 85.07%     | 12,232,498표 |            |             | 1위  |      |
| 1992년 선거 | 루마니아의 대통령 | 2대  | 구국 전선  | 47.34%     | 5,633,456표  | 61.43%     | 7,393,429표 | 1위  |      |
| 1996년 선거 | 루마니아의 대통령 | 3대  | 사회민주당 | 32.25%     | 4,081,093표  | 45.59%     | 6,696,623표 | 2위  | 낙선 |
| 2000년 선거 | 루마니아의 대통령 | 4대  | 사회민주당 | 36.35%     | 4,076,273표  | 66.83%     | 6,696,623표 | 1위  |      |